# Leptopelis anchietae
Leptopelis anchietae är en groddjursart som först beskrevs av Bocage 1873.  Leptopelis anchietae ingår i släktet Leptopelis och familjen Arthroleptidae. IUCN kategoriserar arten globalt som livskraftig. Inga underarter finns listade i Catalogue of Life.